# Auerbacher Landsmannschafts-Senioren-Convent
Die Auerbacher Landsmannschaften-Senioren-Convent (Auerbacher LSC) war ein Korporationsverband von pflichtschlagenden und farbentragenden Studentenverbindungen an Technischen Hochschulen in der Zeit von 1895 bis 1899 und wird als ein Vorgängerverband des Coburger Convents der Landsmannschaften und Turnerschaften angesehen.
Der auch als Auerbacher LSC bezeichnete Verband war eine Gründung von Saxonia Stuttgart, Ghibellinia Stuttgart und Rhenania Karlsruhe am 3. März 1895. Ausdrücklich sollte dieser die Fortsetzung des Wetzlarer Allgemeinen Landsmannschafts-Senioren-Convent sein. 
Erste Präsidierende war die Ghibellinia und die Stuttgarter Landsmannschaften legten unter Zugrundelegung der alten Wetzlarer ALSC Statuten eine Satzung der neuen Verband auf, die am 11. Juli 1895 durchgesprochen und genehmigt wurde. Der Verband sollte regulär jährlich zu Pfingsten in Auerbach tagen.
Aber auch diesem Verband war ein kurzes Leben beschieden. Nachdem im Wintersemester 1897/98 Obotritia unter Übersiedlung nach Darmstadt dem WSC übergetreten war und im Jahre 1898 Ghibellinia eine Burschenschaft geworden war, zog Hasso-Borussia 1899 ihr Aufnahmegesuch zurück. Rhenania und Starkenburgia mussten sich wegen innerer Schwierigkeiten kurz darauf vertagen. 
Die Landsmannschaften litten von seit Beginn des Verbandes an einer schwachen Aktivitas. Von den sechs Landsmannschaften, die dem Verband angehört hatten, sind Hasso-Borussia und Saxonia mit Aktivitas noch heute im Coburger Convent vertreten, Ghibellinia besteht als Burschenschaft seit 1900, Obotritia besteht als Corps in Darmstadt, Rhenania ging 1908 im WSC-Corps Chattia auf, Starkenburgia ist erloschen.
| Mitglieder               | Eintritt     | Austritt                 |
| ------------------------ | ------------ | ------------------------ |
| Saxonia Stuttgart        | 3. März 1895 |                          |
| Ghibellinia Stuttgart    | 3. März 1895 | 1898 Austritt            |
| Rhenania Karlsruhe       | 3. März 1895 | 1899 Suspension          |
| Obotritia Karlsruhe      | 7. Juni 1897 | WS1897/98 Auflösung      |
| Starkenburgia Darmstadt  | SS 1899      | 1899 Auflösung           |
| Hasso-Borussia Darmstadt | SS 1899      | 3./4. Juni 1899 Austritt |